# Галанос, Джеймс
Джеймс Гала́нос (англ. James Galanos; 20 сентября 1924, Филадельфия, Пенсильвания, США — 30 октября 2016, Западный Голливуд, Калифорния, США) — американский модельер, один из наиболее значительных кутюрье XX века.

## Биография

### Ранние годы, семья и образование
Был единственным сыном в семье греческих иммигрантов Григориса Галаноса и Элени Горголиату из Наусы (Парос, Греция). Не преуспевший в искусстве Григорис Галанос владел рестораном на юге Нью-Джерси, где взору его сына впервые представились изысканно одетые женщины. Джеймс рос застенчивым мальчиком, и с раннего возраста научился упорно работать. По его собственному замечанию, он был «одиночкой, окружённым тремя сёстрами», и добавлял:
Я никогда не шил, а просто рисовал. Это происходило на инстинктивном уровне. В детстве на меня никто не оказал влияния в плане моды, но я всё время мечтал о Париже и Нью-Йорке.
В 1942 году Галанос окончил среднюю школу в Бриджтоне (Нью-Джерси) и отправился в Нью-Йорк, намереваясь поступить в школу знаменитой российской театральной художницы и костюмера Варвары Каринской. Так как осенью её школа так и не открылась, молодой человек поступил в Трафагенскую школу моды, одну из первых в своём роде.
В 1943 году, после восьми месяцев обучения в Трафагене, Галанос оставил школу, понимая, что то, чему он хотел научиться, можно приобрести только из практического опыта в швейной промышленности.

### Карьера

#### 1944—1955
В 1944 году Галанос получил должность главного помощника в нью-йоркском магазине компании Хэтти Карнеги, откуда вышли такие известные американские модельеры как Жан Луи, Полин Трижер и Норман Норелл. Однако его работа оказалась более канцелярской, чем творческой, и, разочаровавшись, Галанос покинул Карнеги, начал продавать свои эскизы отдельным производителям на Седьмой авеню менее чем за 10 долларов каждый.
В 1945 году бывший преподаватель Галаноса в Трафагене Элизабет Рорабах обратила его внимание на рекламное объявление в газете «The New York Times», которое разместил текстильный магнат Лоуренс Лесавой: его супруга мечтала заняться бизнесом по выпуску одежды прет-а-порте в Калифорнии и искала дизайнера. В итоге Галанос начал работать на семью Лесавой за 75 долларов в неделю, отправившись в Лос-Анджелес. Однако уже вскоре пара развелась, их план не был реализован и Галанос потерял работу. «Из сострадания», как он сам говорил, Жан Луис, главный художник по костюмам в кинокомпании «Columbia Pictures», нанял его в качестве помощника художника на неполную рабочую ставку. Вскоре после этого Лоуренс Лесавой согласился отправить 24-летнего Галаноса в Париж, где после окончания войны начали возобновлять свою деятельность дома высокой моды. Кутюрье Роберт Пиге принял американца в свою группу помощников, среди которых были Пьер Бальмен, Юбер де Живанши и Марк Боан.
В 1948 году Галанос вернулся в США и принял предложение работать в фирме по пошиву одежды «Davidow» в Нью-Йорке, которую вскоре покинул, так как новая работа предоставила ему очень небольшую возможность к творческой деятельности.
В 1952 году, решив предпринять ещё одну попытку в Калифорнии, Джеймс Галанос открыл собственную компанию «Galanos Originals», создал небольшую коллекцию, которая сразу же была заказана универмагом «Saks Fifth Avenue» в Беверли-Хиллз. Вслед за этим молодой предприниматель открыл выставочный зал в Нью-Йорке, где был замечен ретейлером одежды «Neiman Marcus», предсказавшим, что в скором времени его стиль «потрясёт мир». Президент «Neiman Marcus» Стэнли Маркус объявил, что самой великолепной и дорогой роскошью в мире для женщины станет платье от Джеймса Галаноса. Легендарные редакторы журналов и эксперты моды, такие как Диана Вриланд, Элеонор Ламберт и Юджиния Шеппард, стали его поклонницами, что служило гарантией того, что в течение нескольких месяцев он станет знаменитым человеком. Первая коллекция одежды Галаноса вызывала большое восхищение своим чрезвычайно высоким качеством, особенно с учётом того, что она была прет-а-порте, а не изготовленной на заказ. В частности, в начале 1950-х годов он приобрёл репутацию благодаря своим шифоновым платьям. Хотя многие дизайнеры работали с шифоном, Галанос был настоящим «мастером жанра».
В 1953 году дизайнер начал создавать одежду для киноактёров. Его первой работой стал пошив платьев для Розалинд Расселл, исполнительницы главной роли в предстоящем фильме «Never Wave at WAC». Расселл, считавшейся в то время самой стильно одеваемой из всех американских актрис, нравились фасоны Галаноса, и она стала его другом и преданным клиентом. Модельер продолжил создавать костюмы для других фильмов с участием Расселл, наиболее заметным из которых является чёрная комедия «Папа, папа, бедный папа, ты не вылезешь из шкафа, ты повешен нашей мамой между платьем и пижамой» (1967). Супруг Расселл, Фредерик Бриссон, после смерти актрисы распределил её гардероб, состоявший практически полностью из созданной Галаносом одежды, нескольким коллекциям по всей стране. Другим вкладом кутюрье в область кино и исполнительского искусства является дизайн костюмов для Джуди Гарленд в телесериале-антологии «General Electric Theater» (1956) и др., а также для Сисси Спейсек в комедии-драме «Ginger in the Morning» (1974).

#### 1955—1998
Галанос собрал в своих ателье нескольких самых талантливых мастеров, многие из которых обучались в Европе и в студиях Голливуда, одежду для которых он продолжал периодически создавать. Нодас Керамицис, главный портной Галаноса, переехал в Лос-Анджелес из Греции для дизайна женской одежды. Он узнал о Галаносе через родственников и вскоре начал работать с ним в его студии в Лос-Анджелесе. Керамицис и руководимая им команда из примерно 22 портных работала всегда вручную. Если работу Галаноса сравнивали с чьей-либо другой, то это были представители французской высокой моды. Он всегда лично отбирал материал во время поездок в Европу и Азию, и хотя всегда искал лучшие ткани, часто был вынужден создавать свои собственные. В 1988 году «The New York Times» писала, что «его стандарты столь же высоки, как и во всём мире».
Галанос также славился своими изысканными мехами.
Многие самые известные во всём мире женщины являлись клиентами Галаноса. «Джеймс Галанос придумывает [туалеты] для состоятельных женщин, посещающих официальные ленчи и коктейль-вечеринки, обедают в лучших ресторанах и приглашаются на лучшие приёмы», писала «The New York Times». При этом в 1985 году в интервью журналу «Time» кутюрье согласился с тем, что он действительно создаёт одежду для весьма ограниченной группы людей.
В 1980-х годах имя Галаноса появлялось в заголовках национальных газет в качестве любимого дизайнера первой леди США Нэнси Рейган. На своём первом торжественном обеде в Белом доме Рейган была одета в платье Галаноса. Подобного рода случаи были обычным явлением среди его преданных клиенток, в число которых входили Мэрилин Монро, Элизабет Тейлор, Джеки Кеннеди, Леди Берд Джонсон, Грейс Келли, Дайана Росс, Бетси Блумингдейл, Розалинд Расселл, Марлен Дитрих, Дороти Ламур, Джуди Гарленд, Лоретта Янг, Эли Макгроу, Ивана Трамп, Кэролин Рем, Ким Бейсингер, Арианна Хаффингтон и многие другие известные личности.

#### 1998—2016
В 1998 году Галанос отошёл от дел, однако продолжал обращать на себя внимание в мире моды.
Из современных дизайнеров он восхищался творчеством Ральфа Руччи, на работу которого оказал влияние, и разделявшего его взгляды на положение вещей в мире моды в начале нового тысячелетия. С начала 2000-х годов Галанос посещал большинство показов Руччи в Нью-Йорке и Париже.
Винтажные платья Галаноса продолжают считаться элегантными и изящными, имеют большой спрос и популярность в среде элитарной публики по всему миру, звёзд Голливуда и супермоделей, в число которых, среди многих других, входят Селин Дион, Рене Зеллвегер, Николь Кидман, Джессика Альба, Хайди Клум, Татьяна Сорокко, Эмбер Валлетта, Кристина Риччи, Эшли Олсен и Кэти Холмс.
Последние годы жизни проживал в Палм-Спрингсе и Западном Голливуде (Калифорния).
Умер 30 октября 2016 года на 92 году жизни.

## Признание
За свою жизнь Джеймс Галанос стал обладателем многочисленных престижных наград и премий в сфере моды, среди которых Премия Джоффри Бина за жизненные достижения от Совета модельеров Америки (1984), первым лауреатом которой он стал.
В 2000 году вдоль тротуара Седьмой авеню Нью-Йорка начали размещать бронзовые мемориальные таблички с именами американских модельеров, внёсших существенный вклад в развитие индустрии моды. Галанос стал одним из первых, чьё имя появилось на «Модной аллее славы».
В честь Галаноса проводятся многочисленные персональные музейные выставки, а его дизайнерские работы имеются в постоянных коллекциях таких европейских музеев, как Музей Галлиера (Париж) и Музей Виктории и Альберта (Лондон), в США его работами располагают Метрополитен-музей и Бруклинский музей (Нью-Йорк),  Смитсоновский институт (Вашингтон), Музей искусств округа Лос-Анджелес, Художественный музей Филадельфии, Художественный музей Феникса (штат Аризона), Музей де Янга (Сан-Франциско) и другие.

## Личная жизнь
Никогда не был женат.